# ورزشگاه شهر چارنتساوان

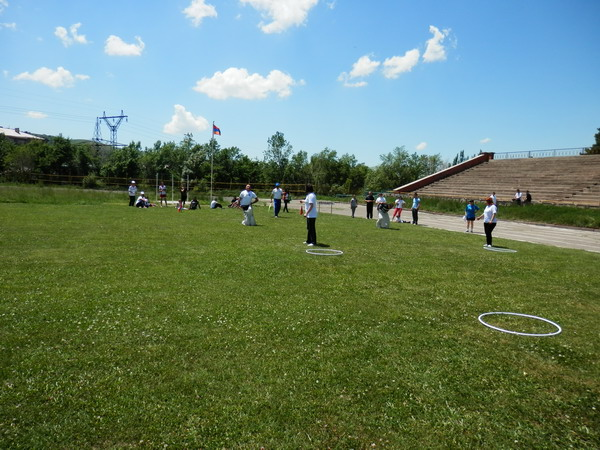

ورزشگاه شهر چارنتساوان (ارمنی: Չարենցավանի քաաղաքային մարզադաշտ) ورزشگاهی چندمنظوره در چارنتساوان، ارمنستان و ورزشگاه خانگی باشگاه فوتبال موش چارنتساوان بود و هم اکنون باشگاه فوتبال وان است.
این ورزشگاه در سال ۱۹۷۰ میلادی افتتاح شده است و ظرفیت آن ۵٬۰۰۰ نفر است.